# Гара-Янка
Гара-Янка (рум. Gara Ianca) — село у повіті Бреїла в Румунії. Адміністративно підпорядковане місту Янка.
Село розташоване на відстані 137 км на північний схід від Бухареста, 36 км на південний захід від Бреїли, 139 км на північний захід від Констанци, 50 км на південний захід від Галаца.

## Населення
За даними перепису населення 2002 року у селі проживали 55 осіб, усі — румуни. Усі жителі села рідною мовою назвали румунську.